# Nikólaos Strátos
Nikólaos Strátos (en grec moderne : Νικόλαος Στράτος) est un homme politique grec né en 1872 à Loutró, en Étolie-Acarnanie, et mort le 28 novembre 1922 (15 novembre julien). Il est Premier ministre de Grèce pendant quelques jours en mai 1922.

## Biographie
Nikólaos Strátos est élu la première fois au Parlement grec en 1902. Il est nommé ministre de l'Intérieur en 1909 sous Kyriakoúlis Mavromichális après que la Ligue militaire a pris le pouvoir. En 1911, il est élu président du Parlement.
En 1922, La Grèce est plongé dans une grave crise politique à la suite de la défaite de son armée lors de la campagne d'Asie mineure. Le Premier ministre Dimítrios Goúnaris démissionne le 16 mai 1922 et le roi Constantin demande à Strátos de former un nouveau gouvernement. Strátos propose au roi de désigner Pétros Protopapadákis qui réussit à former un cabinet quelques jours plus tard.
À la fin de l'année 1922, Stratos, Goúnaris et Protopapadákis, ainsi que trois autres personnes, sont accusés, jugés et condamnés pour la perte de Smyrne au cours du procès des Six.
Strátos est condamné à mort et exécuté à Goudí le 28 novembre 1922 (15 novembre julien), avec les cinq autres condamnés.
Il est membre de la franc-maçonnerie. Son fils, Andreas Stratos, fait également de la politique et occupe plusieurs postes ministériels.